# 小行星8742
小行星8742（8742 Bonazzoli）是一颗绕太阳运转的小行星，为主小行星带小行星。该小行星于1998年2月14日发现。

## 轨道参数
小行星8742的轨道半长轴为2.1920287 UA，离心率为0.077。